# Nana Akufo-Addo
Nana Addo Dankwa Akufo-Addo (Acra, 29 de març de 1944) és un advocat i polític africà, President de Ghana des del 7 de gener de 2017. Anteriorment havia exercit com a procurador general entre 2001 i 2003, i com a ministre d'Afers Exteriors entre 2003 i 2007.
Va guanyar les eleccions presidencials de 2016 després d'haver-se presentat el 2008 i 2012, sent derrotat en la primera ocasió per John Atta Mills i en la segona per John Dramani Mahama. Va ser triat com a candidat del Nou Partit Patriòtic i va vèncer a Mahama, que es presentava a la reelecció, amb el 53.83 % dels vots en primera volta. En les eleccions generals de desembre de 2020, es va tornar a presentar com a candidat a la reelecció. El desembre de 2021, Nana-Akufo Addo es compromet a romandre només en dos electors i a no representar-se el 2024.